# 警长：正义的化身
《警长：正义的化身》（Sheriff: Narko Integriti），是一部2024年马来西亚动作悬疑惊悚片，由撒齐·尤索夫执导并编剧，故事原案来自其父亲Yusof Haslam。影片于2023年2月至5月展开正式拍摄，周期为81天。本片凭借其执导手法、剧本创作、演员阵容、运镜技巧及剧情转折，获得影评界与电影人的广泛好评。在票房告捷后，导演赛菲克已宣布将筹拍续集。

## 争议

### 诽谤警察论
撒齐驳斥了有关马来西亚皇家警察因玷污其形象而对尤索夫展开调查的假新闻，并在推特上确认警方已批准制作这部电影。

### 印尼票房不理想引发马来西亚和印尼网络战
2024年6月2日，马来西亚籍TikTok网红Thaqib Shaker透露，《警长：正义的化身》在印尼没有取得观众的支持。隔天，升旗山国会议员瑟丽娜在Tiktok发布一则短视频，表示马来西亚将限制印尼媒体进驻当地。
2025年5月31日，撒齐在X发表声明《警长：正义的化身》在印尼取得不理想的成绩，事后，这也引起了马来西亚和印尼网民的愤怒。几天后，撒齐又发表声明指该电视在印尼取得不好的观看量不是因为印尼不支持马来西亚的电影，而是印尼观众有自己的选择和喜好。

## 外部連結
- 互联网电影数据库（IMDb）上《警长：正义的化身》的资料（英文）
- 豆瓣电影上《警长：正义的化身》的資料 （简体中文）